# Österreichisches Freilichtmuseum
Das Österreichische Freilichtmuseum Stübing liegt in einem kleinen Seitental der Mur, dem Enzenbachgraben, etwa 10 Kilometer nordwestlich von Graz, der Hauptstadt der Steiermark. Der Enzenbach ist die Grenze der Marktgemeinde Deutschfeistritz  (Ortsteil Kleinstübing) zu Gratwein, einem Ortsteil der Marktgemeinde Gratwein-Straßengel. Das Museum zählt mit 103 Objekten zu den bedeutenden zentralen Freilichtmuseen in Europa, dessen Aufgabe in der Bewahrung, Erforschung und Vermittlung der historischen bäuerlichen Kultur des gesamten Bundesgebietes Österreichs begründet ist. Es gehört zu den Gründungsmitgliedern der Association of European Open Air Museums, einem Teil der ICOM.

## Lage
Das Freilichtmuseum Stübing liegt in einem kleinen Seitental des Mittleren Murtals in der Steiermark, etwa 10 Kilometer nordwestlich des Landeshauptstadt Graz. Es liegt direkt an der Grenze der beiden Marktgemeinden Deutschfeistritz und Gratwein-Straßengel, wobei die Gemeindegrenze quer durch das Museumsgelände verläuft. Direkt östlich des Museumseingangs führt die Landesstraße L 334, die Gratweiner Straße vorbei, die das Dorf Kleinstübing mit dem Marktort Gratwein verbindet. Das namensgebende Dorf Kleinstübing liegt etwa 2 Kilometer nördlich, während sich die zu Gratwein-Straßengel gehörende Siedlung Au etwa 1,2 Kilometer südwestlich des Museums befindet. Das Museum selbst gehört zur Streusiedlung Enzenbach der Marktgemeinde Gratwein-Straßengel.
Das Museumsgelände befindet sich im von Südwesten nach Nordosten verlaufenden Tal des Enzenbaches, das sich im Nordosten zum Murtal hin öffnet. Der Enzenbach mündet etwa 50 Meter nachdem er das Freilichtmuseum verlassen hat in die Mur. Im Norden wird das Gelände vom Pfaffenkogel und im Süden vom Gsollerkogel begrenzt. Das Museum liegt im Naturschutzgebiet Pfaffenkogel-Gsollerkogel.
Seit 2003 führt ein Abschnitt des von den Naturfreunden betreuten Grazer Umland-Weg (GUW) über das Gelände, nach Angaben der Ortsgruppe Graz der einzige Weitwanderweg, der ein Museum durchquert. Der Durchgang ist allerdings nur im Aufstieg von Ost nach West möglich, da sich das Tor im westlichen Teil des Museums nur nach außen hin öffnen lässt.
Das Museumstal verfügt über eine überaus reichhaltige Flora und Fauna und wurde 2020 zum Natura-2000-Gebiet erklärt. Es ist eines der seltenen Brutgebiete der Großen Quelljungfer Libelle.

## Museum

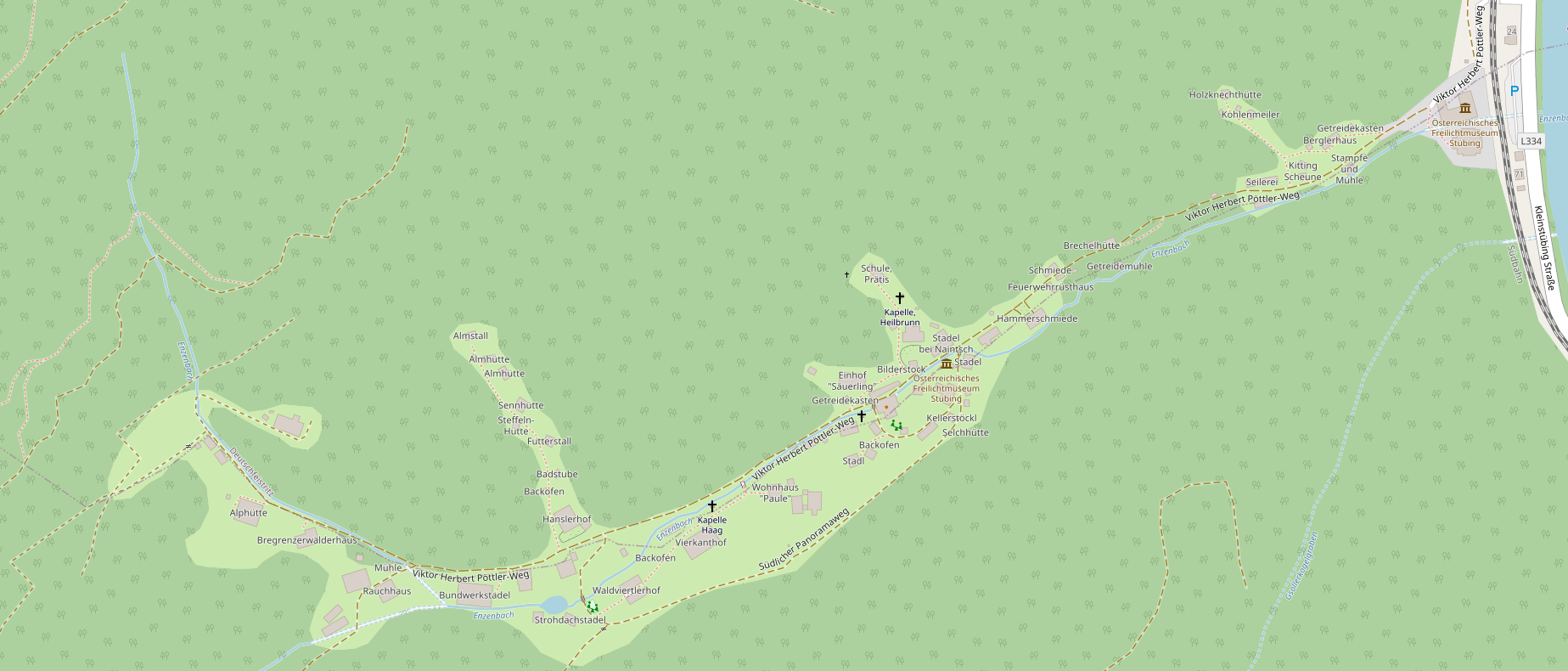
Genordete Karte mit einer Übersicht über das Gelände des Freilichtmuseums

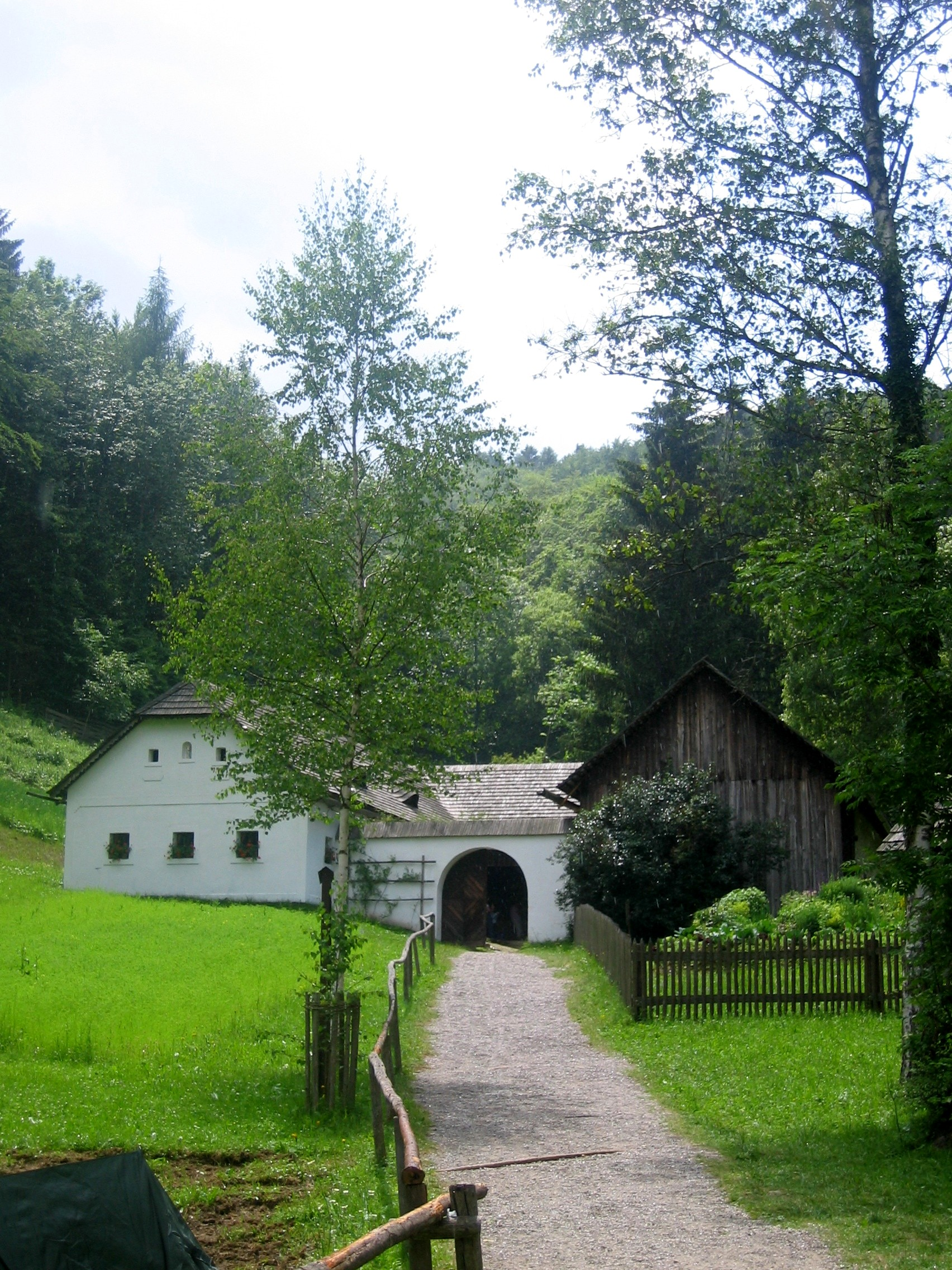
Waldviertler Dreikanthof aus Rammelhof

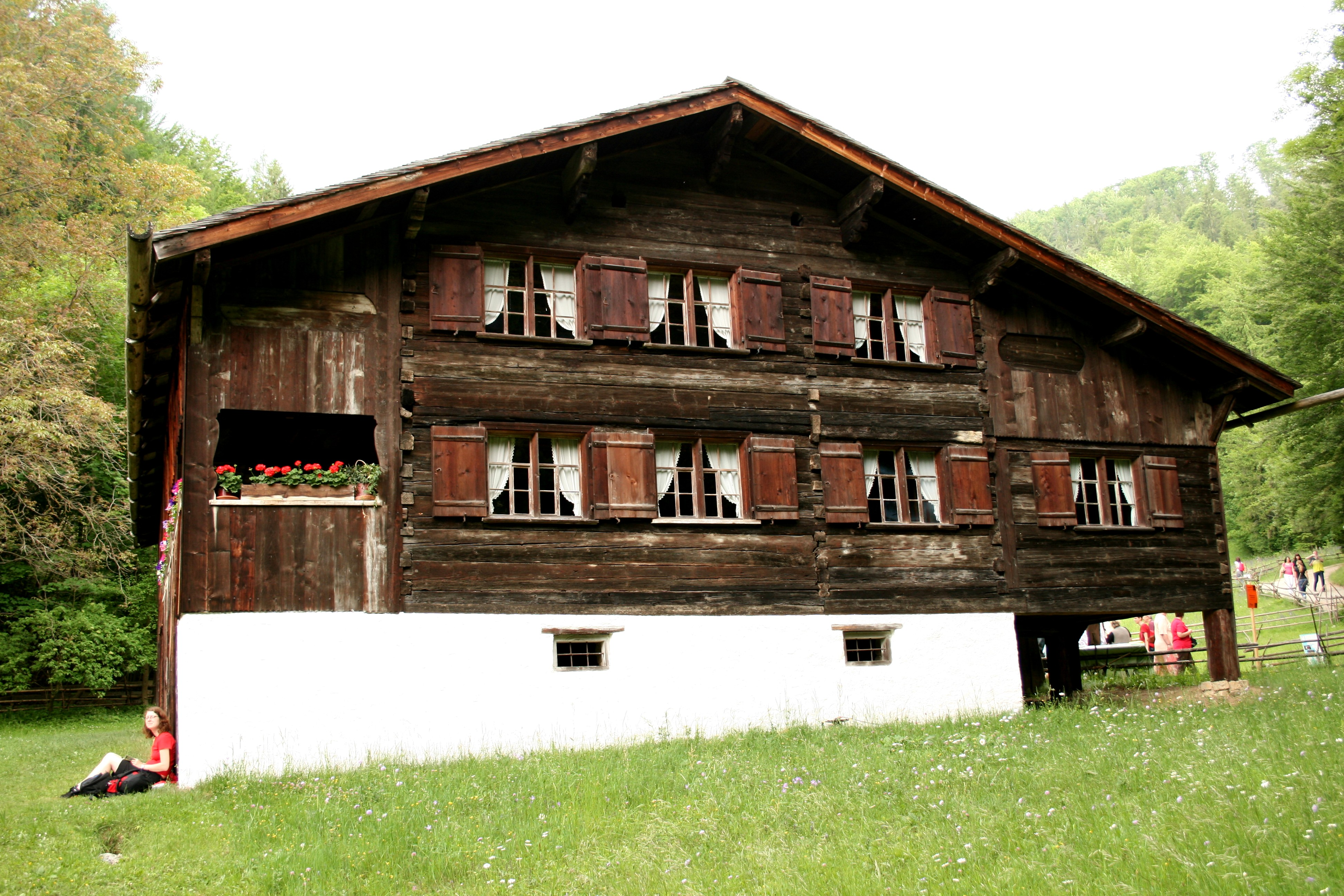
Bregenzerwälderhaus aus Schwarzenberg, Vorarlberg

Das Museumsgelände umfasst eine Fläche von rund 65 Hektar und erstreckt sich auf einer Länge von etwa 1,4 Kilometern durch das Tal des Enzenbaches. Auf dem Gelände befinden sich 103 Objekte, vor allem Bauernhöfe, aber auch Wirtschafts-, Handwerks- und Sakralgebäude mitsamt ihres Inventars oder Hausrats. Die Bauwerke stammen aus allen österreichischen Bundesländern, mit Ausnahme Wiens, sowie aus Südtirol. Dabei handelt es sich um eine Sammlung von originalen historischen Bauten, aber auch von annähernd identischen Nachbauten und Rekonstruktionen, sofern deren Strukturen von großer historischer Aussagekraft sind, aber als Originalsubstanz nicht übertragen werden konnten. Insgesamt decken die Gebäude einen Zeitraum von sechs Jahrhunderten ab. Die älteste zur Gänze erhaltene Bausubstanz, der Getreidekasten vom Silberberg bei Großstübing, wurde von der Universität für Bodenkultur dendrochronologisch auf das Jahr 1452 datiert.
Die Originalbauten wurden dabei an ihrem ursprünglichen Standort exakt vermessen, abgebaut und in Stübing sorgsam wieder aufgebaut, ein Vorgang der als Translozierung bezeichnet wird. Ein Nachbau (Rekonstruktion) des Objektes erfolgte, wenn das Originalbauwerk wegen eines beispielsweise vorhandenen Denkmalschutzes, aus plötzlich wiederbelebten persönlichen Interessen der Besitzer oder zu schlecht erhaltener Bausubstanz oder anderen Gründen nicht transloziert werden konnte. Zur Rekonstruktionen wurden historische Bildmaterialien sowie schriftliche und mündliche Überlieferungen und Beschreibungen herangezogen.

### Historische Objekte
Dem Gründungsauftrag des Österreichischen Freilichtmuseums und der Deklaration der europäischen Freilichtmuseen (AEOM/ICOM) folgend, wurde die Ost-West-Ausdehnung des Areals genutzt, um die Baugruppen des Museums, annähernd der Lage Österreichs entsprechend, anzuordnen. Die ganzheitliche Darstellung bezieht die möglichst authentische Präsentation nicht nur der Museumsbauten und ihrer Räume, sondern auch des Umlandes mit ein. Somit werden auf der Wanderung vom Burgenland bis nach Vorarlberg die unterschiedlichen Grundlagen und Rahmenbedingungen für die Entstehung und Entwicklung der sehr vielfältigen Kulturräume und deren Bau-, Arbeits- und Lebensweisen erkennbar, die unter anderem durch topografische, klimatische, ökologische, religiös-politische, historische und gesellschaftliche Einflüsse geprägt wurden. Die Räume der Bauten sind annähernd authentisch so eingerichtet, dass ihre Funktionen aber auch das Leben und Wirken in ihnenrkennbar ist.
Die prägenden Bauernhöfe, deren historisch dokumentierten Wurzeln zum Teil bis zum Anfängen der Siedlungsgeschichte ihrer Regionen zurückreichen, beginnen mit dem 15. Jahrhundert und reichen bis zur Mitte des 20. Jahrhunderts.  Alle Arten der Wassermühlen, die Bauten der Wald- und Holzarbeiten, der Viehwirtschaft auf den Almen und Alpen oder der Eisenverarbeitung dokumentieren den unverzichtbaren Rahmen des Lebens auf den Höfen. Die alte Schule, ein Rüsthaus, die historische Gemischtwarenhandlung aber auch eine einfache Tanzhütte sind zusätzliche Zeugnisse des ländlichen Zusammenlebens. Der Weg durch das Museum beginnt in Stübing bei den mit Schilf oder Stroh gedeckten Gebäuden aus dem Burgenland, dem Osten Österreichs. Diese Baugruppe umfasst neben dem Berglerhaus, einem Streckhof, auch eine Scheune, einen Kitting, einen weiteren Getreidekasten, einen Schweinestall sowie einen freistehenden Glockenturm, die die Grundelemente des Blockbaus dokumentieren. An das Burgenland schließen sich zahlreiche Funktions- oder Arbeitsbauten an, die  die Waldarbeit der Holzknechte und Köhler, die Sägewirtschaft oder das Seilerhandwerk dokumentieren. Stampfe und Mühlen, die Brechelhütte als Basis der Textilgewinnung führen über zum Handwerk der Eisenverarbeitung, das durch eine Bauernschmiede und eine gewerbliche Hammerschmiede vertreten ist. Das Rüsthaus oder der Wetterturm sind Beispiele für gemeinschaftliche Schutzbauten, bevor eine spätmittelalterliche Stele, ein Bildstock aus Rassach den Übergang in die Steirische Baugruppe signalisiert.
Da bei der Gründung des gesamtösterreichischen Freilichtmuseums in Stübing jene eines regional Steirischen ausgeschlossen wurde, sind in Stübing die vier großen Hauslandschaften dieses Bundeslandes Schwerpunktmäßig vertreten. Das typische weststeirische Bauernhaus „Niggas“ beherbergt eine Gemischtwarenhandlung, eine der besonderen Attraktionen des Museums. In der Nachbarschaft steht das Rauchstubenhaus „Großschrotter“ als Hauptbau eines Gruppenhofes, der durch einen Stadel, einen Dörrofen und den Schweinestall, eine Selchhütte, ein Presshaus und ein Kellerstöckl viele Funktionen des bäuerlichen Alltags sichtbar werden lässt. Ein Weingartenhaus samt Klapotetz und Reben bilden hier die Nachbarschaft. Der Getreidekasten vom Silberberg, eine Krautgruppe, ein Fasstaubenstoß und die Maisharpfe schließen den Gebäudekreis rund um das Wohnhaus. Gegenüber liegt die strohgedeckte oststeirische Baugruppe, ebenfalls ein Gruppenhof mit einem Feldkreuz sowie ein Getreidekasten. Ein Pestkreuz führt weiter zum Rauchstubenhaus „Sallegger Moar“, dem ersten translozierten Gebäude des Museums, das die ursprünglichsten Formen des bäuerlichen Alltags widerspiegelt. Ein großer Stadel, Brunnen- und Bienenhütte sowie ein weiterer Getreidekasten, mit runden Walmdach umschließen das Haus, bevor der Weg bergauf zu einer hölzernen Kapelle führt. In Ihrer Nachbarschaft stehen nicht nur drei Wetterkreuze, sondern auch die historische Schule aus Prätis, die ergänzt durch ein kleines Schulmuseum, einen Einblick in die Anfänge des Schulwesens in Österreich erlaubt. In nordwestlicher Richtung gelangt man in das Murtal, das durch einen Einhof, ergänzt durch Getreidekasten und Heuhütte vertreten ist. Das Ennstal, als vierter großer Siedlungsraum des Landes wird geprägt durch das zweigeschoßige Rauchstubenhaus „Laarer“, das seine funktionalen Ergänzungen durch Roßstall, Stadel, Getreidekasten und Bienenhütte erhält. Die „Brunnerkeusche“ als Auszugshaus der Altbauern und eine gemauerte Kapelle ergänzen dieses Ensemble.
In Richtung Süden liegt Kärnten, von wo die 1492 errichteten Blochstadeln und das Rauchstubenhaus „Paule“ aus dem Gebiet um Reichenau das Tal prägen. Der Getreidekasten Rauchstubenhauses besticht durch Zimmereiarbeiten. Die Doppelköse als prägendes Bauelement des Südens ergänzt mit zwei Bildstöcken die Darstellung ebenso wie ein Kalkbrennofen. Oberösterreich ist durch einen mit Sgraffito-Technik geschmückten Vierkanthof aus Sankt Ulrich bei Steyr präsent, der die alternativen baulichen und wirtschaftlichen Möglichkeiten des Donauraums erkennen lässt. Dies trifft wohl auch auf den Bundwerkstadel und die gemauerte Kapelle aus Haag zu. Der Dreikanthof aus dem niederösterreichischen Waldviertel führt wieder zurück zu bäuerlicher Bescheidenheit.
Nord- und Südtirol wurden kultur- und baugeschichtlich in Stübing nicht getrennt. Der Paarhof „Wegleithof“, bestehend aus Wohnhaus und Stadel, zeigt die trotz Armut hohe Wohnkultur des Kulturraumes. auch Strohdachstadel oder Pfostenscheune dokumentieren rund um einen Weiher gelegen diese Siedlungsform. Schweinestell, Bildstock und Grabkreuze ergänzen das Bild dieser Region. Nordtirol wird durch einen traditionellen Einhof aus Alpbach, der vielfach als das Stereotyp des Bauernhauses in Österreich gesehen wird, vertreten. Eine Stockmühle sowie eine oberschlächtige Mühle, Getreidekasten, Backofen und Badstube geleiten am Weg zum freistehenden Futterstall sowie einer Almhütte von der Gerloß. Sie ist auch der Übergang in die bajuwarische Almsiedlung mit unterschiedlichen Almhütten und -ställen.
Der Hauptweg führt vorbei am Bundwerkstadel aus Flaurling, der als Ausstellungshalle dient, nach Salzburg zu dem Rauchhaus aus Siezenheim, das neben Rauchstube und Rauchküche die dritte wichtige Form der Feuerstätten in Österreich präsentiert. Der sekundäre Einhof, der durch die Verbindung von Wohnhaus und Stadel eines Paarhofs unter einem Dach entstanden ist, wird ergänzt durch einen Stadel und eine weitere Mühle.
Ein Stück bergauf liegt mit Vorarlberg der Westen Österreichs der ganz im Westen des Musemtals sichtbar wird. Das Bregenzerwälderhaus ist ein Zeugnis der hohen Wohnkultur, die im alemannischen Kulturraum von mehr oder weniger freien Bauern erreicht wurde. Die Alpe, die hier gemeinschaftlich von den Männern einer Gemeinde und nicht von einer Sennerin eines Hofes bewirtschaftet wurde, ist ein nicht Wirtschaftsbau, der mit einfachsten Mitteln in extremer Lage alle benötigten funktionalen Herausforderungen der Milchwirtschaft erfüllen konnte und als solches auch einen Höhepunkt der vernakulären Architektur Österreichs darstellt.
Neben den rund einhundert originalen Bauten und Rekonstruktionen befinden sich auch insgesamt 15 Bauern- und Kräutergärten auf dem Museumsgelände die zeigen welche Pflanzen in der bäuerlichen Küche aber auch als Heilmittel verwendet wurden. Neben den Gärten gibt es auch noch eine Permakultur sowie mehrere Felder die von Mitgliedern des Museum bewirtschaftet werden.

### Ausstellungen
Neben den historischen Objekten gibt es auch zwei Ausstellungsgebäude mit teilweise wechselnden Ausstellungen am Gelände sowie einen jährlich wechselnden Themenschwerpunkt mit Ausstellung und Vermittlungsangeboten.

### Gasthaus
In der steirischen Baugruppe, auf halber Strecke durch das Museumstal, befindet sich auch das historische Gasthaus „Zum Göller“ aus Lahnsattel nahe Mariazell, das für seine heutige Funktion den gesetzlichen Rahmenbedingungen sowie den Bedürfnissen der Besucher angepasst werden musste. Es ist nur während der Öffnungszeiten des Museums geöffnet und bietet historische Gerichte aus den einzelnen Regionen Österreichs an, kann aber auch für Seminare etc. angefragt werden.

## Geschichte des Museums

### Erste Pläne für ein gesamtösterreichisches Freilichtmuseum
Nach der Eröffnung des Freilichtmuseums Skansen bei Stockholm im Jahr 1891 kam es auch in anderen Teilen Europas, so auch in der damaligen Doppelmonarchie Österreich-Ungarn zu Bestrebungen, ein ähnliches Museum zu eröffnen. So gab 1903 Planungen für ein regionales Freilichtmuseum bei der Stadt Eger im heutigen Ungarn sowie 1906 für eine Anlage bei Czernowitz in der Bukowina. In einem Aufsatz in der Zeitung Tagespost veröffentlichte der Indogermanist und Hausforscher Rudolf Meringer am 8. Mai 1908 seine Idee für ein Freilichtmuseum im Leechwald in Graz, wobei er für die Umsetzung um die Mithilfe der Technischen Hochschule von Graz ansuchte. Diese Planung wurde allerdings nicht umgesetzt. Das erste Konzept für ein Museum bei Linz, das die Häuservielfalt des gesamten Österreichs abdecken sollte, stammt aus dem Jahr 1910 vom Architekten Hans Wolfgruber. Da sich die Anlage weder am Freinberg noch am Pöstlingberg umsetzen ließen, übergab Wolfsgruber seine Pläne an die Stadt Wien. Der Gemeinderat Hans Arnold Schwer stellte 1914 im Wiener Stadtrat den Antrag, am Kahlenberg ein Österreichisches Freilichtmuseum zu errichten. Julius Leisching, Architekt und späterer Direktor des Salzburg Museums, war ein Unterstützer der Wiener Pläne, machte aber auch Vorschläge für Anlagen bei Innsbruck und Salzburg. Alle diese Pläne wurden aber aufgrund des Ausbruches des Ersten Weltkrieges und der darauf folgenden wirtschaftlich schwierigen Zeit nicht umgesetzt. In der Zwischenkriegszeit gab es aber auch Pläne für eine Anlage in der Steiermark. Im Wiener Raum kamen erst wieder in den 1950er-Jahren dem Verein für Volkskunde unter der Leitung von Leopold Schmidt erneut Pläne für den Bau eines gesamtösterreichischen Freilichtmuseums im Park von Laxenburg auf. Diese Pläne scheiterten aber, da sich die zu einer Besprechung geladenen Vertreter der Bundesländer nicht einigen konnten. In der zweiten Hälfte des 20. Jahrhunderts wurden einige Freilichtmuseen in Österreich gegründet, die sich allerdings alle auf die Darstellung ihrer jeweiligen Region beschränkten und nicht versuchten das gesamte Österreich abzubilden.

### Erste Pläne für ein Freilichtmuseum in der Steiermark
In Graz wies Viktor Geramb, ein Schüler Rudolf Meringers, bereits 1911 auf die Notwendigkeit hin historische Bauernhäuser unter musealen Schutz zu stellen. Geramb versuchte insgesamt vier Mal ein Freilichtmuseum in der Steiermark umzusetzen. Der erste Versuch erfolgte 1922 und sah ein Museum am Grazer Schloßberg vor. Fünf Millionen Kronen, die Geramb von einem Freund geerbt hatte, sollten in die Umsetzung des Vorhabens fließen, verloren aber durch die einsetzende Inflation während der Zwischenkriegszeit ihren Wert. Eine zweite Planung erfolgte im Jahr 1930 und sah ein Alpenländisches Freilichtmuseum im Grazer Rosenhain vor. Zur Realisierung des Konzeptes fehlte es der Stadtgemeinde Graz allerdings an den finanziellen Mitteln. Für Gerambs drittes Konzept eines Museums am Fuße des Schlossberges erfolgte sogar ein Spatenstich durch den Landeshauptmann Karl Maria Stepan, aber der Anschluss Österreichs 1938 an das Deutsche Reich und die damit einhergehende politische Situation verhinderten die Fortführung des Projektes. Die Nazis bauten aber auf den Konzept Gerambs auf und wollten eine Art romantischen Wildpark als zweites Grazer Denkmal neben dem Uhrturm errichten. Auch dieses Projekt kam nie über die Konzeptphase hinaus. Schon 1946, also direkt nach dem Zweiten Weltkrieg bewarb Geramb wieder seine Pläne für den Grazer Schlossberg, scheiterte aber erneut, diesmal an den wirtschaftlichen Problemen der Nachkriegszeit.

### Die Gründung in Stübing
Der Volkskundler Viktor Herbert Pöttler war einer von Viktor Gerambs Studenten und dadurch seit seiner Studienzeit mit der Idee eines Freilichtmuseums und den bisher gescheiterten Plänen in der Steiermark vertraut. Im Jahr 1958 besuchte Pöttler das Freilichtmuseum in Skansen, welches in sehr beeindruckte, wo er aber auch feststellen musste das ein solches Museum mit dem dazugehörigen Betrieb und den dafür benötigten finanziellen Mitteln in Österreich nicht umsetzbar war. Pöttler begann schließlich sich ab 1961 beruflich mit der Planung und Gründung des Österreichischen Freilichtmuseums zu beschäftigen. Um der Bürokratie in der öffentlichen Verwaltung zu umgehen, der er auch eine Mitschuld an den bisher gescheiterten Projekten gab, und um eine museumseigene Arbeitertruppe zu beschäftigen um so nicht auf Ausschreibungen für Baufirmen angewiesen zu sein gründete Pöttler einen Trägerverein. Neben Pöttler unterzeichneten auch der damalige steirische Landeshauptmann Josef Krainer senior und der steirische Landeskulturreferent Hanns Koren den Antrag zur Vereinsgründung. Die Steiermärkische Landesregierung fasst in ihrer Sitzung am 20. November 1961 den Beschluss ein Areal für das Österreichische Freilichtmuseum zur Verfügung zu stellen und den Museumsleiter einen eigenen Dienstposten zu schaffen.
Der Mann einer Schülerin von Viktor Geramb brachte den Vorschlag ein, das Museum im zwischen Pfaffenkogel und Gsollerkogel gelegenen Tal des Enzenbaches zu errichten, dem heutigen Standort. Da dieses Tal zur damaligen Zeit wirtschaftlich stark vernachlässigt und auch nur schwer erreichbar war verhandelte Pöttler auf Wunsch der Gemeinde Eisbach auch mit dem Stift Rein über ein anderes, geeigneteres Gelände im Umland. Es gab zwar Vorschläge, diese sprengten aber den finanziellen Rahmen, da das Tal des Enzenbaches über eine Widmung des Landes zu haben war. Die Entscheidung fiel schließlich auf das heutige Museumstal, wobei auch noch mehrere im Grundbuch aufscheinende Fremdbesitzungen erworben werden mussten. Pöttler legte am 2. Februar 1962 einen ersten von ihm in Zusammenarbeit mit der Architektin Edda Gellner und der Grafikerin Erika Pochlatko entworfenen Informationsplan für die Gestaltung des Geländes beim Unterrichtsminister Heinrich Drimmel vor, der diesen unterzeichnete. Der Plan orientierte sich an der Ost-West-Ausrichtung des Tales und Österreichs und vorerst mehr theoretischer Natur, so waren etwa nur landestypische Bauernhäuser und eventuell geeignete Gebäude eingezeichnet, da es noch kein konkret erworbenes Bauobjekt gab. Durch entsprechende Beschlüsse der Bundesregierung und der steirischen Landesregierung wurde am 25. September 1962 die Gründung und Förderung des Österreichischen Freilichtmuseums beschlossen. Direkt nach der Gründung machte sich Pöttler auf den Weg die Landeshauptleute aller Bundesländer von seinem Projekt zu überzeugen und um ihre Unterstützung zu bitten.
Heinrich Drimmel, neben anderen Gästen, äußerte bei der am 26. November 1962 in der Grazer Burg abgehaltenen Gründungsversammlung des Museums zwar seinen Unmut über die Wahl des Standortes, unterstütze aber die Museumspläne und nahm des Amt eines Präsidenten des Museumsvereins an. Viktor Herbert Pöttler wurde mit der Geschäftsführung des Vereins sowie mit der Museumsleitung betraut. Unter Pöttler wurde ab 1963 mit dem eigentlichen Aufbau des Museums begonnen. Am 7. September 1970 wurde das Museum mit damals 32 vorhandenen Objekten schließlich vom Bundespräsidenten Franz Jonas eröffnet.
Seit 2003 führt der von den Naturfreunden betreute Grazer Umland-Weg (GUW) über das Gelände, nach Angaben der Ortsgruppe Graz der einzige Weitwanderweg, der ein Museum durchquert.
Das Freilichtmuseum Stübing ist seit 1. Januar 2019 Teil des Universalmuseums Joanneum.